# Vicepresident de Mèxic
El vicepresident de Mèxic va tenir la finalitat fonamental de suplir al president de Mèxic davant la seva falta temporal o la seva falta absoluta.

## Història
En Mèxic, només en tres ocasions s'ha tingut a la figura d'un vicepresident com a part essencial del sistema de suplència del president de la república. La primera ocasió va ser en la Constitució Federal dels Estats Units Mexicans de 1824, la qual va dipositar el poder Executiu en un president de la república i va establir com el seu suplent un vicepresident en cas d'impossibilitat física o moral del president electe, i garantint la suplència "ipso juri"; a més de preveure la suplència en cas que faltin el president i el vicepresident en forma simultània, mitjançant un triumvirat compost pel president de la Cort Suprema de Justícia, associat amb dos individus nomenats pel consell de Govern, la institució que funcionava en els recessos del Congrés, a manera de diputació o comissió permanent. En aquest primer sistema de suplència amb un vicepresident es tenia un vici d'origen: el seu sistema d'elecció. Un ciutadà triaria a un elector de partit, i l'elector triaria a un diputat per a la seva legislatura estatal i el diputat triaria a la persona que obtingués la segona majoria en l'elecció presidencial i que es convertiria en vicepresident. Però les lluites polítiques es realitzaven per conspiració, propiciant que s'efectuessin possibles traïcions. D'aquesta manera, el vicepresident es va convertir automàticament (com natural adversari polític del president) en el centre de les conspiracions per a enderrocar-lo i així assumir el poder Executiu.
Llei de Suplència Presidencial al Vicepresident de la República.
- Article VI. El Vicepresident de la República és el ciutadà que davant l'absència absoluta del President de la República n'assumirà el càrrec vacant. Si l'absència fos temporal, el President conservarà el seu càrrec, encara que no podrà exercir, mentre duri l'absència, cap de les facultats ni les obligacions que li atorga la Constitució. Per la seva banda, el Vicepresident assumirà com "Vicepresident Encarregat" del poder Executiu, igualment amb les limitacions que prevé la Constitució, durant el temps que perduri aquesta absència.
- Article VII. El càrrec de Vicepresident només és renunciable per causa greu o justificada, la qual es presenta al Congrés de la Unió.
- Article VIII. Per a ser Vicepresident es deu complir amb l'establert per l'article 84 de la Constitució.
- Article IX. El Vicepresident assumirà el seu càrrec, igual que el President, en el primer minut de l'1 de desembre que correspongui al relleu presidencial i acabarà passats sis anys en l'últim minut del dia 30 de novembre corresponent. No obstant això, no podrà ocupar-lo plenament fins que hagi presentat la protesta de llei davant el Congrés de la Unió.
- Article X. El Vicepresident és subjecte de responsabilitat, com ho estableix per a un Senador el títol IV de la Constitució. No obstant això, mentre s'ocupi com a Vicepresident Encarregat, només podrà ser jutjat segons ho estableix la Constitució per al President en funcions. Finalitzada la suplència temporal, el Vicepresident tornarà a ser subjecte de responsabilitat com s'estableix per a un senador.

## Llista dels vicepresidents de Mèxic
| Núm. | Vicepresident          | Mandat                                          | President                                                    |
| 1r   | Nicolás Bravo Rueda    | 10/10/1824 - 30/03/1829 02/01/1845 - 27/07/1846 | Guadalupe Victoria José Mariano Epifanio Paredes y Arrillaga |
| 2n   | Anastasio Bustamante   | 01/04/1829 - 19/12/1829                         | Vicente Guerrero                                             |
| 3r   | Valentín Gómez Farías  | 18/06/1833 - 28/01/1835 21/03/1847 - 02/04/1847 | Antonio López de Santa Anna                                  |
| 4t   | Ramón Corral Verdugo   | 01/12/1904 - 25/05/1911                         | José de la Cruz Porfirio Díaz Mori                           |
| 5è   | José María Pino Suárez | 06/11/1911 - 18/02/1913                         | Francisco Ignacio Madero González                            |